# Véralbuminenyv
A véralbuminenyv állati vérből készült enyv. Hidegen felhordható, melegen préselhető, a nedvességet jól tűrő ragasztóanyag. A faiparban főleg a 20. század első felében, a szintetikus faragasztók elterjedése előtt használták, elsősorban rétegelt falemezek gyártásánál.

## Előállítása
A véralbuminenyv alapanyaga a vágóhidak melléktermékeként keletkező vér. Az albumin a vérplazma egy fehérjéje. A ragasztóanyagot általában szárított, por alakú, vízben oldható véralbumin felhasználásával készítik. Ezt az alapanyagot úgy állítják elő, hogy a friss vérből kivonják a fibrint és a vörösvérsejtek egy részét, majd kb. 70 ℃-on beszárítják. A végeredmény egy sötétvöröses színű, vízben oldható anyag.
A száraz albumint feloldásakor egy darabig áztatják, majd a vízzel addig keverik, amíg egyenletes állaga nem lesz, utána leszűrik. Az így keletkező oldat már önmagában is alkalmas ragasztásra, de további anyagok hozzáadásával tovább javítható. Erre sokféle recept ismeretes, pl.
100 rész véralbumin por
180 rész 27 ℃-os víz
4 rész szalmiákszesz
3 rész oltott mész.
A véralbumin-oldat elkészítése után a szalmiákszeszt lassú keveréssel adagolják az elegyhez, hogy a habképződést megakadályozzák. A meszet mésztej formájában elegyítik hozzá, utána még pár percig tovább keverik az anyagot. A túl sok mész hatására az oldat zselészerűvé, használhatatlanná válhat. Az elkészült ragasztó több órán át használható marad.

## Használata
A ragasztót a felületre ecsettel vagy szórással viszik fel. A ragasztandó felületeket melegen préselik, de lehetőleg 100 ℃ alatt, hogy a gőz képződése ne hozzon létre táskákat a ragasztóanyagban. A meleg hatására a véralbuminenyv néhány perc alatt megszilárdul, utána már vízben oldhatatlan lesz. A szükséges préserő 0,7–1,4 MPa. 